# Hemitrygon izuensis
Hemitrygon izuensis is een vissensoort uit de familie van de pijlstaartroggen (Dasyatidae). De wetenschappelijke naam van de soort is voor het eerst geldig gepubliceerd in 1988 door Nishida & Nakaya.